# Незнанов, Виктор Владимирович
Виктор Владимирович Незнанов (1 июня 1954, Москва — 16 августа 2000, там же) — советский и российский киноактёр. Известен исполнением роли поэта в фильме «Москва слезам не верит», а также озвучиванием Мистера Крабса и второстепенных персонажей в мульсериале «Губка Боб Квадратные Штаны».

## Биография
Родился 1 июня 1954 года в Москве в семье, не имеющей отношения к искусству. В его доме находилась большая библиотека, ради чего всё свободное время проводил за чтением книг. 
В школьные годы Виктор Незнанов проявлял тягу к гуманитарным наукам. Принимал участие в постановках школьных спектаклей. 
В 1969—1972 годах работал электромонтёром в НИИ Шинной промышленности. В 1972—1974 в МГД «Союзпечать». В 1978 году окончил ВГИК (мастерская Алексея Баталова), с того же года был актёром Киностудии им. М. Горького. В последний раз он снялся в кино в 1995 году.
В 1990-е годы в России снималось очень мало фильмов, и работы практически не было. Принимал участие в дубляже иностранных фильмов и мультфильмов. А иногда подрабатывал в такси.
Незадолго до смерти актёр тяжело заболел и потерял голос, после этого он больше не смог озвучивать иностранные фильмы. Умер 16 августа 2000 года на 47-м году жизни в одной из больниц Москвы, причиной смерти стали рак горла и язва желудка. Прощание и отпевание прошло 19 августа 2000 года, в тот же день, был похоронен на Богородском кладбище Богородского городского округа в близи деревни Тимохово Московской области.

### Семья
Первая жена — Татьяна, танцовщица ансамбля «Берёзка». Жил с ней скромно.
Вторая жена — Ольга Подвысоцкая, цирковая акробатка. Дочь — Александра, окончила лингвистический институт.
Третья жена — Юлия.

## Фильмография
- 1979 — Осенние колокола — Богатырь
- 1979 — Москва слезам не верит — поэт, гость на вечеринке Людмилы и Катерины
- 1981 — Приказ: огонь не открывать — старший лейтенант Ведерников
- 1982 — Приказ: перейти границу — старший лейтенант Ведерников
- 1984 — Приказано взять живым — Виктор Егоров, замполит, капитан
- 1984 — Медный ангел — Курт, гангстер
- 1985 — И на камнях растут деревья
- 1985 —  Корабль пришельцев
- 1986 — Конец операции «Резидент» — Орлов
- 1986 — Конец света с последующим симпозиумом — человек Стоуна
- 1986 — Досье человека в «Мерседесе» — Пауль Штинке
- 1987 — Дом с привидениями
- 1987 —  Клуб женщин — сын Лиды
- 1988 — Ёлки-палки! — спасавший Николая
- 1988 — Абориген — Витя
- 1989 — Из жизни Фёдора Кузькина
- 1990 — Нелюдь, или В раю запрещена охота
- 1991 — Шоу-бой — Тимофей, помощник Горелова
- 1992 — Три августовских дня — майор
- 1992 — Чёрный квадрат — Сухоедов
- 1994 — Рысь идёт по следу
- 1995 — Трибунал (Швеция) — генерал

## Дубляж
- 1972 — Строй
- 1974 — Герби снова на ходу[англ.]
- 1980 — Следствие с риском для жизни[англ.]
- 1984 — Вплеск
- 1987—1990 — Красавица и чудовище
- 1988 — Огонь на поражение
- 1988 — Секретный указ императора
- 1990 — Горец 2: Оживление
- 1990 — Как преуспеть в делах
- 1991—1994 — Динозавры
- 1991 — Билли Батгейт
- 1991 — Хороший полицейский
- 1992 — Рисовальщик
- 1993 — Филадельфия
- 1993 — Список Шиндлера
- 1994—1995 — Аладдин
- 1994 — Я люблю неприятности
- 1994 — Волк
- 1996 — Большой любви не бывает[англ.]
- 1996 — Джерри Магуайер
- 1999 — Губка Боб Квадратные Штаны — Мистер Крабс (в 1, 5, 6, 8 и 9 сериях), Ларри Лобстер (2 серия), Морской Супермен (6 серия), анчоусы (1 серия), офицер Джон (7 серия) и нематоды и Фред (5 серия).